# Festival international du film de Toronto 1982
Le Festival international du film de Toronto 1982 est la 7e édition du festival. Il s'est déroulé du 9 septembre 1982 au 18 septembre 1982.

## Awards
| Award,                       | Film                       | Réalisateur              |
| ---------------------------- | -------------------------- | ------------------------ |
| People's Choice Award        | Tempête                    | Paul Mazursky            |
| International Critics' Award | Le Secret de Veronika Voss | Rainer Werner Fassbinder |
| International Critics' Award | De smaak van water (nl)    | Orlow Seunke             |

## Programme

### Gala Presentation
- Tempête (Tempest) de Paul Mazursky
- Starstruck (en) de Gillian Armstrong[3]
- Le Secret de Veronika Voss (Die Sehnsucht der Veronika Voss) de Rainer Werner Fassbinder
- Identification d'une femme (Identificazione di una donna) de Michelangelo Antonioni
- Travail au noir (Moonlighting) de Jerzy Skolimowski
- Bad Blood de Mike Newell
- Toute une nuit de Chantal Akerman
- De stilte rond Christine M. de Marleen Gorris
- Hammett de Wim Wenders
- Angel de Neil Jordan
- De smaak van water (nl) d'Orlow Seunke